# Карлстрём, Сив
Сив Ирене Маргарета Карлстрём (швед. Siv Irene Margareta Karlström; род. 9 июля 1957, Швеция), также известна по фамилиям Густавссон (швед. Gustavsson) и Ибаньес (швед. Ibáñez) — шведская легкоатлетка, специалистка по спортивной ходьбе. Выступала за сборную Швеции по лёгкой атлетике в 1970-х — 2010-х годах, двукратная победительница Кубка мира, обладательница бронзовой медали чемпионата Европы, многократная чемпионка и призёрка первенств национального значения.

## Биография
Сив Густавссон родилась 9 июля 1957 года. Занималась ходьбой с начала 1970-х годов, часто попадала в число призёров на чемпионатах Скандинавии.
Впервые заявила о себе на международном уровне в сезоне 1975 года, когда вошла в состав шведской сборной и вне конкурса выступила на Кубке мира по спортивной ходьбе в Ле-Гран-Кевийи — финишировала второй в личном зачёте 5 км и тем самым помогла соотечественницам выиграть женский командный зачёт.
В 1977 году в той же дисциплине превзошла всех соперниц на Кубке мира в Милтон-Кинс.
В 1981 году на Кубке мира в Валенсии вновь одержала победу в ходьбе на 5 км и стала серебряной призёркой командного зачёта.
На Кубке мира 1983 года в Бергене пришла к финишу пятой.
В 1986 году на чемпионате Европы в Штутгарте завоевала бронзовую награду в ходьбе на 10 км.
В 2000 году после некоторого перерыва возобновила спортивную карьеру, в частности стартовала в ходьбе на 20 км на Кубке Европы в Айзенхюттенштадте.
В апреле 2002 года на домашних соревнованиях в Буросе установила свой личный рекорд в дисциплине 20 км — 1:43:36.
В 2000-х и 2010-х годах оставалась действующей спортсменкой, регулярно принимала участие в различных международных стартах в Европе, в 2007 и 2013 годах выигрывала чемпионаты Швеции на дистанции 20 км, устанавливала рекорды на ветеранском мастерском уровне.
Была замужем за мексиканским ходоком Энрике Верой Ибаньесом, который переехал к ней в Швецию и со временем получил шведское гражданство. Их сыновья Ато Ибаньес (род. 1985) и Персеус Карлстрём (род. 1990) пошли по стопам родителей, тоже преуспев в спортивной ходьбе.